# Acianthera fenestrata
Acianthera fenestrata  es una especie de orquídea. Es originaria de Paraná y todos los estados del sureste de Brasil, Desde 2010 esta planta se clasifica en la Sección Cryptophoranthae de Acianthera pero se conocía anteriormente como Cryptophoranthus fenestratus. 

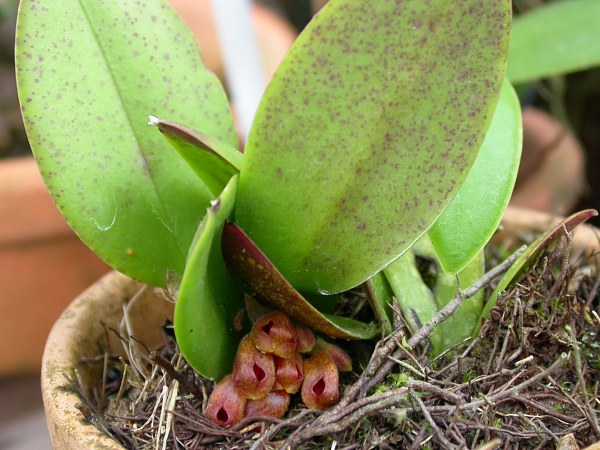
Vista de la planta

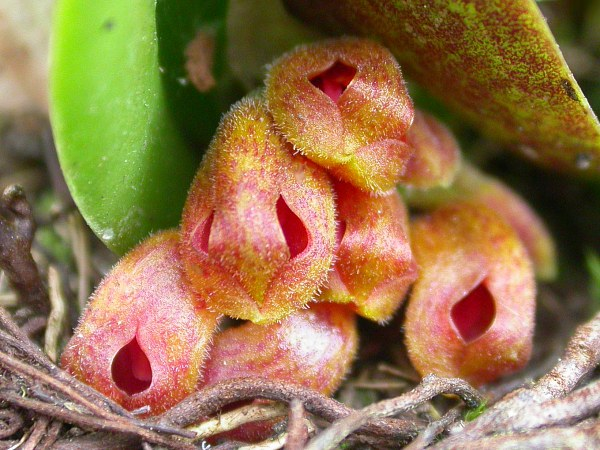
Flores

## Descripción
Las especies de Cryptophoranthus son especies brasileñas de Acianthera con tallos cortos y flores junto al sustrato. Sus flores están pegadas a los extremos de los sépalos que forman una pequeña ventana. Esta especie tiene flores llamativas por su color salmón, así como por el número de flores. Sus hojas son gruesas y ovaladas con pequeñas manchas de color púrpura.

## Taxonomía
Acianthera fenestrata fue descrita por (Barb.Rodr.) Pridgeon & M.W.Chase   y publicado en Lindleyana 16(4): 243. 2001.
Etimología
Acianthera: nombre genérico que es una referencia a la posición de las anteras de algunas de sus especies.
fenestrata: epíteto latino que significa "como ventana".
Sinonimia
- Acianthera spicata (Dutra) Pridgeon & M.W.Chase
- Cryptophoranthus fenestratus (Barb.Rodr.) Barb.Rodr.
- Cryptophoranthus fenestratus var. angustifolius Cogn.
- Cryptophoranthus spicatus Dutra
- Pleurothallis fenestrata Barb.Rodr.
- Pleurothallis spicata (Dutra) Luer[5][6]